# Ugashik
Ugashik és una concentració de població designada pel cens dels Estats Units a l'estat d'Alaska. Segons el cens del 2000 tenia 11 habitants.

## Demografia
Segons el cens del 2000, Ugashik tenia 11 habitants, 7 habitatges, i 2 famílies La densitat de població era de 0,017 habitants/km².
Per edats la població es repartia de la següent manera: un 0% tenia menys de 18 anys, un 9,1% entre 18 i 24, un 18,2% entre 25 i 44, un 72,7% de 45 a 60 i un 0% 65 anys o més.
L'edat mediana era de 50 anys. Per cada 100 dones de 18 o més anys hi havia 120 homes.
Cap de les famílies i el 10% de la població estaven per davall del llindar de pobresa.

## Poblacions més properes
El següent diagrama mostra les poblacions més properes.